# إرلاند براند
إرلاند براند (بالسويدية: Erland Brand) هو فنان ورسام سويدي، ولد في 5 أكتوبر 1922 في أرفيكا في السويد.